# Goodbye (Shelter)
Goodbye (Shelter) (Addio (Riparo)) è un singolo della cantante serba Sanja Vučić, presentato il 12 marzo 2016 e messo in commercio il 30 marzo su etichetta discografica Universal Music Denmark. Il brano è stato scritto e composto da Ivana Peters.
Il 7 marzo 2016 è stato annunciato che l'ente radiotelevisivo serbo RTS aveva selezionato Sanja Vučić e la sua band ZAA per rappresentare la Serbia all'Eurovision Song Contest 2016 con la canzone Goodbye (Shelter). Per promuovere la sua canzone Sanja si è esibita ad Amsterdam il 9 aprile 2016 durante l'evento Eurovision in Concert. All'Eurovision Sanja ha cantato Goodbye (Shelter) per sesta nella seconda semifinale, che si è tenuta il 12 maggio a Stoccolma, da dove si è qualificata per la finale del 14 maggio. Nella finale Sanja canta per quindicesima su 26 partecipanti e si classifica diciottesima.

## Tracce
Download digitale
1. Goodbye (Shelter) – 3:03